# Barza
Barza es una localidad rumana de la comuna de Tufeni, en el condado de Olt.

## Historia
Hacia comienzos del siglo XX la localidad, que por entonces pertenecía al condado de Teleorman, formaba parte de la antigua comuna de Stoborăști y tenía contabilizada una población de 210 habitantes.
En la segunda mitad del siglo XX la localidad había pasado a formar parte de la comuna de Tufeni, en el condado de Olt. En el censo de 2021 la localidad tenía una población de 620 habitantes.